# Singular: Act I
Singular: Act I é o terceiro álbum de estúdio da cantora estadunidense Sabrina Carpenter, lançado em 9 de novembro de 2018 pela Hollywood Records. Carpenter começou a trabalhar no álbum pouco tempo depois do lançamento de seu segundo álbum de estúdio, Evolution (2016). É um álbum pop com elementos de dance-pop, envolvendo temas de empoderamento, e marcou a primeira vez que a Carpenter co-escreveu todas as faixas de um álbum. Para promover o álbum, Carpenter embarcou na Singular Tour em março de 2019.
Dois singles foram lançados do álbum, incluindo "Almost Love" e "Sue Me", enquanto "Paris" e "Bad Time" foram disponibilizadas como singles promocionais. Adicionalmente, as canções "Why" e "Alien" foram incluídas na edição japonesa do disco. O álbum foi aclamado pelos críticos musicais e estreou na 103ª posição da Billboard 200. O álbum é a primeira metade de um projeto de dois atos, sendo complementado por Singular: Act II (2019).

## Composição
Singular: Act I foi descrito como um álbum dance-pop. O álbum abre com o single "Almost Love", que Mike Nied do Idolator descreveu como "um hino nervoso". A música contém "assobios intermitentes e bateria" e é sobre um relacionamento pronto para dar o próximo passo. "Paris" é "uma ode à cidade do amor", que lembra a cantora de um amante de Los Angeles, enquanto a mesma está em Paris. "Hold Tight" é uma música "R & B" furtiva e vagamente retrô, que é a única colaboração do álbum. "Sue Me" é descrita como um "beijo atrevido" que fala sobre o fim de um relacionamento. Sabrina também descreveu a música como representando pura confiança. "Prfct" é uma música que fala sobre a realidade do amor. A produção da música coloca os vocais de Carpenter na vanguarda. "Bad Time" é uma música "sintetizada". Nied descreveu "Mona Lisa" como "atraente" e contendo "linhas criativas e sedutoras". A faixa de encerramento do álbum, "Diamonds Are Forever", mostra a cantora reconhecendo seu valor. A música contém vocais cheios de alma de Carpenter. Julian de Valliere, da The Line of Best Fit, chamou a música de "beldade teatral".

## Recepção critica
Mike Nied, do Idolator, escreveu que o álbum é uma "coleção de oito faixas, cheia de bop após bop". Ele chamou o álbum de "exuberante com hits em potencial" e "outro trabalho quase perfeito de uma das jovens estrelas mais brilhantes da indústria". Larisha Paul, do EarMilk, classificou o álbum em 9.0 de dez, elogiando os vocais de Carpenter, escrevendo que "suas performances vocais dinâmicas indiscutíveis que permanecem consistentes em cada faixa é o que a diferencia do resto". Julian de Valliere, que escreveu para The Line of Best Fit, classificou o álbum de 7,5 em 10, afirmando que "certamente não é um pequeno triunfo que o Singular: Act I esteja tão firme por si só - e sua criação marca uma fase nova e empolgante da artista apropriadamente entrando em sua própria. " 

## Singles
O primeiro single do álbum, "Almost Love", foi lançado em 6 de junho de 2018. Ele alcançou o número 21 na tabela Mainstream Top 40 Americana e tornou-se segunda música de Sabrina no topo da tabela Dance Club Songs. "Almost Love" foi complementado com um videoclipe, que foi lançado pela Vevo e pelo YouTube em 13 de julho de 2018. Foi promovido por performances ao vivo no Wango Tango e The Late Late Show com James Corden .
"Sue Me" foi confirmado como o segundo single do álbum. Foi enviada para a rádio mainstream em 8 de janeiro de 2019. Recebeu um videoclipe em 16 de novembro de 2018. Carpenter promoveu o single com performances ao vivo no The Today Show e Live with Kelly e Ryan . Os singles "Why" e "Alien" foram incluídos na edição japonesa do álbum, mas foram removidos da lista de faixas padrão.

### Singles promocionais
O álbum foi disponibilizado para pré-venda o primeiro single promocional, intitulado "Paris", foi lançado em 24 de outubro de 2018. O segundo single promocional " Bad Time " foi lançado em 2 de novembro de 2018.

## Divulgação
Carpenter embarcou no Singular Tour, começando em 2 de março de 2019 em Orlando, Flórida, em apoio a este álbum e seu próximo lançamento, Singular: Act II .

## Lista de faixas
| Singular: Act I – Edição Padrão |                        |                                                                                             |                                          |         |  |
| N.º                             | Título                 | Compositor(es)                                                                              | Produtor(es)                             | Duração |  |
| 1.                              | "Almost Love"          | Sabrina Carpenter Steph Jones Nate Campany Mikkel Eriksen                                   | Stargate Tim Blacksmith [a] Danny D [a]  | 3:32    |  |
| 2.                              | "Paris"                | Carpenter Brett McLaughlin Jason Evigan                                                     | Evigan [b] McLaughlin [c] Gian Stone [c] | 3:38    |  |
| 3.                              | "Hold Tight"           | Carpenter Mike Sabath McLaughlin                                                            | Sabath                                   | 2:55    |  |
| 4.                              | "Sue Me"               | Carpenter Warren "Oak" Felder Jones Trevor Brown William Zaire Simmons                      | Felder Brown [d] Zaire Koalo [d]         | 2:59    |  |
| 5.                              | "prfct"                | Carpenter Rob Persaud Jenna Andrews                                                         | Persuad                                  | 2:46    |  |
| 6.                              | "Bad Time"             | Oscar Görres Carpenter Julia Karlsson                                                       | Görres[b]                                | 3:04    |  |
| 7.                              | "Mona Lisa"            | James Abrahart Carpenter Campany Jordan Johnson Stefan Johnson Marcus Lomax Oliver Peterhof | German The Monsters and the Strangerz    | 2:18    |  |
| 8.                              | "Diamonds Are Forever" | Johan Carlsson Ross Golan Dallas Davidson Carpenter                                         | Carlsson[b]                              | 3:49    |  |
| Duração total:                  | Duração total:         | Duração total:                                                                              | Duração total:                           | 25:01   |  |

| Singular: Act I – Edição japonesa (faixas bônus) |                                        |                                      |                                          |         |  |
| N.º                                              | Título                                 | Compositor(es)                       | Produtor(es)                             | Duração |  |
| 9.                                               | "Alien" (com Jonas Blue)               | Carpenter Janee Bennett Jonas Blue   | Jonas Blue                               | 2:55    |  |
| 10.                                              | "Almost Love" (Stargate warehouse mix) | Carpenter Jones Campany Eriksen      | Stargate[e]                              | 3:20    |  |
| 11.                                              | "Sue Me" (KC Lights remix)             | Carpenter Felder Jones Brown Simmons | Felder Brown [d] Koalo [d] KC Lights [f] | 3:22    |  |
| 12.                                              | "Alien" (com Jonas Blue - M-22 Remix)  | Carpenter Bennett Blue               | Jonas Blue M-22 [f]                      | 3:25    |  |
| 13.                                              | "Why"                                  | Carpenter Jonas Jeberg McLaughlin    | Jeberg                                   | 2:51    |  |
| Duração total:                                   | Duração total:                         | Duração total:                       | Duração total:                           | 39:55   |  |

Notas
- ↑[a]  significa um produtor executivo
- ↑[b]  significa também um produtor vocal
- ↑[c]  significa um produtor vocal
- ↑[d]  significa um co-produtor
- ↑[e]  significa também um remixador
- ↑[f]  significa um remixador

## Charts
| Chart (2018)                         | Peak position |
| ------------------------------------ | ------------- |
| Australian Digital Albums (ARIA)[22] | 20            |
| Dutch Albums (MegaCharts)[23]        | 198           |
| UK Download Albums (OCC)[24]         | 48            |
| US Billboard 200[25]                 | 103           |
| US Top Album Sales (Billboard)[26]   | 36            |